# Jessica Lynch

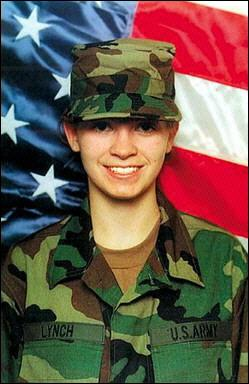
Jessica Lynch

Jessica Lynch (Palestine, West Virginia, 26 april 1983) is een voormalig soldaat en werd tijdens de Irakoorlog gevangengenomen door de Irakezen en enkele dagen later bevrijd door troepen van de Verenigde Staten.
Lynch werd op negentienjarige leeftijd gevangengenomen, toen haar groep van de Amerikaanse aan- en afvoertroepen op 23 maart 2003 in een Iraakse hinderlaag liep bij Nasiriyah nadat een afslag was gemist. Bij het gevecht dat uitbrak kwamen elf Amerikaanse soldaten om.
Lynch werd als vermist opgegeven. Enkele dagen later, op 1 april, werd zij bevrijd tijdens wat op dat moment een spectaculaire reddingsoperatie leek, die live op televisie werd uitgezonden. Haar, volgens woordvoerders, heldhaftige gedrag voorafgaand aan de gevangenneming, en haar bevrijding, maakte van Lynch een nationale held. Ze kreeg een miljoen dollar aangeboden voor haar verhaal.
Enkele maanden na het eindigen van de oorlog ontstond er twijfel over deze geschiedenis. Zo staat vast dat Lynch niet heeft gevochten tijdens de hinderlaag, laat staan meerdere soldaten gedood zoals door woordvoerders en journalisten was beweerd. In werkelijkheid had ze geen schot gelost, omdat haar M16-geweer weigerde doordat er zand in was gekomen. Bovendien waren haar verwondingen niet ontstaan tijdens het gevecht, maar als gevolg van een aanrijding vlak daarvoor. Ook bleek de bevrijding in scène gezet. Er waren al dagen geen Iraakse soldaten meer in de buurt, en Irakezen hadden de Amerikanen zelfs gewezen op de verblijfplaats van Lynch.
Zelf kon Lynch zich niet veel herinneren van haar gevangenneming en bevrijding. Sommige bronnen beweren dat de verhalen in het leven zijn geroepen door de Amerikaanse overheid, om het groeiend verzet tegen de oorlog, en twijfels over het verloop ervan, een halt toe te roepen.
Na de oorlog en haar herstel, nam Lynch ontslag uit het leger. Op 11 november 2003 kwam een door een ghostwriter geschreven autobiografie uit (I Am a Soldier, Too: The Jessica Lynch Story). Bij die gelegenheid verklaarde Lynch dat zij de heldendaden die haar waren toegedicht niet had verricht. Ze voelde zich door haar overheid misbruikt voor propagandadoeleinden, zo verklaarde ze.

Verder werd door NBC een  patriottische tv-film gemaakt over haar ervaringen in Irak (Saving Jessica Lynch).
In de biografie van Lynch wordt beweerd dat ze direct na haar gevangenneming is mishandeld en verkracht. Zelf kan ze zich hier niets van herinneren. Tijdens haar verblijf in het ziekenhuis is ze goed behandeld door de Iraakse artsen. Zij zouden haar zelfs beschermd hebben tegen de Iraakse troepen. Enkele van haar artsen kregen na afloop van de oorlog asiel in de Verenigde Staten.